# Estelle Johnson
Estelle Laura Johnson (Maroua, 21 luglio 1988) è un'ex calciatrice camerunese con cittadinanza statunitense, di ruolo difensore. Con la maglia della nazionale camerunese ha partecipato ad un'edizione del campionato mondiale.

## Biografia
È nata in Camerun da padre statunitense e madre maliana.

## Carriera

### Nazionale
Johnson iniziò a desiderare di indossare la maglia della nazionale femminile camerunese, suo paese di nascita, dopo aver visto la squadra raggiungere gli ottavi di finale al Mondiale di Canada 2015. Dopo aver interpellato la federazione calcistica del Camerun (FECAFOOT) ed essersi più volte disponibile ad aggregarsi con la nazionale maggiore, nel gennaio 2019, con l'arrivo del nuovo Commissario tecnico Alain Djeumfa riesce ad attirare finalmente l'attenzione del tecnico.
Djeumfa la convoca per la prima volta il 1º maggio di quello stesso anno e debutta con la maglia delle Indomitable Lionesses 16 giorni più tardi, nell'amichevole persa 4-0 con la Spagna rilevando Christine Manie al 58'. Il tecnico decide infine di inserirla nella lista delle 23 calciatrici convocate al Mondiale di Francia 2019 comunicata il 24 maggio 2019.